# Manuel Sarmento
Manuel Sarmento ist ein Politiker aus Osttimor. Er ist Mitglied der FRETILIN.
Sarmento wurde bei den Wahlen 2001 auf Platz 29 der FRETILIN-Liste in die Verfassunggebende Versammlung gewählt, aus der mit der Entlassung in die Unabhängigkeit am 20. Mai 2002 das Nationalparlament Osttimors wurde. In der Versammlung war Sarmento Mitglied des Thematischen Komitees I.
Bei den Parlamentswahlen in Osttimor 2007 trat Sarmento nicht mehr als Kandidat an.